# Dibrivka, Hmilnîk
Dibrivka (în ucraineană Дібрівка) este un sat în comuna Jdanivka din raionul Hmilnîk, regiunea Vinnița, Ucraina.

## Demografie
Componența lingvistică a localității Dibrivka
     Ucraineană (98,74%)
     Alte limbi (1,11%)
Conform recensământului din 2001, majoritatea populației localității Dibrivka era vorbitoare de ucraineană (98,74%), existând în minoritate și vorbitori de alte limbi.